# ميخائيل دوفي (كاتب)
ميخائيل دوفي (بالإنجليزية: Michael Duffy)‏ هو كاتب أسترالي، ولد في 1957.